# Jhundpura
Jhundpura là một thị xã và là một nagar panchayat của quận Morena thuộc bang Madhya Pradesh, Ấn Độ.

## Nhân khẩu
Theo điều tra dân số năm 2001 của Ấn Độ, Jhundpura có dân số 8110 người. Phái nam chiếm 55% tổng số dân và phái nữ chiếm 45%. Jhundpura có tỷ lệ 49% biết đọc biết viết, thấp hơn tỷ lệ trung bình toàn quốc là 59,5%: tỷ lệ cho phái nam là 62%, và tỷ lệ cho phái nữ là 32%. Tại Jhundpura, 19% dân số nhỏ hơn 6 tuổi.